# 下新镇
下新镇，是中华人民共和国湖北省黄冈市黄梅县下辖的一个乡镇级行政单位。

## 行政区划
下新镇下辖以下地区：
下新社区、蜒螺地村、郭大村、汪革村、金星村、马鞍村、长岭村、曹牌村、罗岭村、石畈村、黄荆村、老垸村、张英楼村、宋畈村、郑垸村、周咀村、宛大村、李圩村、李河头村和钱林村。